# Stazione di San Sebastián
La stazione di San Sebastián (in basco: Donostiako geltokia; in spagnolo Estación de San Sebastián) è la principale stazione ferroviaria di San Sebastián, Spagna.